# Vlammend franjekelkje
Het vlammend franjekelkje (Perrotia flammea) is een schimmel behorend tot de familie Lachnaceae. Hij komt saprotroof voor op takken van Liguster (Ligustrum) en Appel (Malus), ook op ander loofhout te verwachten.

## Verspreiding
In Nederland komt het vlammend franjekelkje uiterst zeldzaam voor. Het staat niet op de rode lijst en is niet bedreigd.